# Котляр, Василий Фёдорович
Василий Фёдорович Котляр (30 мая 1931, Горбаневка Полтавского района — 2 января 2011) — советский и украинский драматург и публицист, заслуженный журналист Украины.

## Краткое жизнеописание
Окончил Харьковский юридический институт, с 1954 года работал в органах прокуратуры Черкасской области, потом — в Полтавской.
С 1961 года начинает работу как журналист — заведующий отделом областной газеты «Заря Полтавщины», корреспондент ТАСС-РАТАУ, заместитель редактора газеты «Комсомолец Полтавщины». С 1966 года в составе Союза журналистов СССР.
В течение 1969-1993 лет возглавлял Полтавский областной комитет по телевидению и радиовещанию.
Награждён за журналистскую деятельность орденами Трудового Красного Знамени, «Знак Почета», также медалями «За образцовую труд», «Ветеран труда» и почетными знаками: «Отличник телевидения и радио СССР», «Отличник гражданской обороны СССР».
Был председателем правления Полтавской организации Союза журналистов СССР, также избирался депутатом Полтавского городского Совета.
После выхода на пенсию возглавлял Полтавский отдел Украинского национального фонда «Взаимопонимание и примирение».
Является автором многочисленных многих художественных произведений, лауреат областных премий за литературную деятельность.

## Среди его произведений
- «Шуми, дубрава» (драма), 1959,
- водевиль «Любовь — не пожар», 1963, в соавторстве,
- «Полтавчане не сдаются», 1967, в соавторстве,
- Инсенировал «Энеида» Ивана Котляревского, 1969,
- «Чиста криниця», 1973,
- «В гостях», 1974,
- «Ищите женщину», 1981,
- «Осада», 1986,
- «Хлебом единым», 1986,
- «Любка», 1990,
- «Кровавое пятно», 1996.

Его пьесы ставились театрами Запорожья, Киева, Николаева, Полтавы.
На слова Котляра писали музыку Александр Билаш, Виталий Филиппенко, Владимир Шаповаленко, Алексей Чухрай.